# 김현중
김현중(金賢重, 1986년 6월 6일 ~ )은 대한민국의 가수, 배우이다. 1986년 서울특별시 송파구에서 태어나 어린 시절부터 가수가 되길 원했고 박정민의 소개로
SS501에 합류한다. 2005년 6월 SS501의 리더로 미니 앨범 《1st SS501》을 발매하며 가요계에 데뷔했다. 이후 SS501 활동과 시트콤 《사랑도 리필이 되나요?》, 영화 《파이 스토리》, 《음악중심》 MC 등 여러 방송에 출연하며 활발한 활동을 했다.
2009년에는 드라마 《꽃보다 남자》에서 윤지후 역으로 출연하며 성공을 거뒀다. 이 드라마를 통해 제4회 서울드라마어워즈 인기상, 제45회 백상예술대상 TV부문 인기상, 제2회 스타일 아이콘 어워즈 최고인기아이콘상 등을 수상했다. 2010년에는 드라마 《장난스런 키스》에 출연해 MBC 연기대상 인기상을 수상했다. 같은 해 DSP 엔터테인먼트와 계약이 끝나면서 키이스트로 소속사를 옮겼다. 이후 2011년 《Break Down》, 《Lucky》 2013년 《ROUND 3》 세 장의 솔로 미니 앨범 모두 10만 장의 판매량을 기록하면서 성공했다. 2014년에는 드라마 《감격시대 : 투신의 탄생》 역시 좋은 성과를 거두면서 음악, 연기 두 분야에서 활발히 활동하고 있다. 2015년 5월 12일 입대를 하였다. 2017년 2월 11일 제대를 하였다.

## 어린 시절
김현중(연안 김씨)은 1986년 대한민국 서울특별시에서 태어났다. 김현중은 잠실초등학교를 다닐 당시 공부를 매우 잘했다. 그러나 잠실중학교를 다닐 때 서태지의 〈울트라맨이야〉를 듣고 서태지의 팬이 되면서 가수의 꿈을 키우게 되었는데, 이 때문에 공부와 멀어지게 되었다. 중학교 시절 록 음악을 좋아했다. 실제로 중학교 3학년부터 고1때까지 밴드에서 베이시스트로 활동했었고, 베이시스트가 꿈이었다.
학교를 막 졸업할 시기 길거리 캐스팅이 되어 5인조 댄스 그룹 B2Y의 멤버로 데뷔를 준비하고 있었으나, 기획사가 합병되면서 모두 무산되었다. 결국 김현중은 SS501로 먼저 데뷔하게 되고 B2Y는 2009년 4인조 혼성 그룹으로 데뷔하게 된다. 이후 영동고등학교에 진학했지만 1학년때 가수 서태지의 영향으로 자퇴를 했고 가출도 했다. 하지만 복학을 결심하고 한양공업고등학교를 다니며 가수의 꿈을 키웠다.
또 패밀리 레스토랑에서 아르바이트를 하던 중 한 기획사가 한류 프로젝트 그룹을 준비한다며 캐스팅을 했으나, 계약금 500만원을 주고 중국에서 데뷔하라는 유령회사였었다. 그러다가 아는 누나의 동생이자 후에 같은 그룹의 멤버가 되는 박정민의 소개로 DSP엔터테인먼트 오디션을 보게되고 지금의 SS501 세 번째 멤버로 합류하게 된다.

## 경력

### 2005–10: SS501 시절
SS501 데뷔를 준비하기 위해 연습생 시절을 거친 뒤 2005년 6월 23일 미니 앨범 《1st SS501》을 발매하면서 정식 데뷔한다. 같은 해 12월 5일에는 두 번째 미니 앨범 《2nd SS501》를 발매하면서 활동을 이어나갔다.
2005년 11월 7일부터 KBS 2 시트콤 《사랑도 리필이 되나요?》에 윌리엄 HJ리 역할로 출연했다. 하지만 2006년 1월 음악 활동을 하기 위해 중도 하차했다. 2006년 7월에는 애니메이션 영화 《파이 스토리》에 맥스 목소리 역으로 출연했다. 2006년 11월부터는 브라이언과 함께 《음악중심》 MC를 맡았으나, 2007년 3월 일본 활동으로 인해 하차를 결정했다.
이후 간간히 예능 프로그램 출연을 하며 인지도를 쌓았다. 이후 2009년 KBS 드라마 《꽃보다 남자》에서 윤지후 역을 맡으며 많은 인기를 얻었다. 2010년 6월 초 김현중은 DSP 엔터테인먼트와 계약이 끝나면서 키이스트로 소속사를 옮겼다.

### 2011–현재: 솔로 활동
이후 솔로로 활동을 시작했는데, 2011년 5월 31일 첫 솔로 앨범 발매에 앞서 선공개 싱글 〈제발 (Please)〉를 발매했다. 6월 7일에는 첫 미니 앨범이자 솔로 데뷔 앨범 Break Down을 발매했다. 동명의 타이틀곡 "Break Down"은 《뮤직뱅크》와 《엠카운트다운》에서 2주간 1위를 했고, 110,000만 장의 음반 판매고를 올렸다. 7월 중순부터는 후속곡 "Kiss Kiss"로 활동을 했고, 7월 24일 《인기가요》를 끝으로 첫 미니 앨범 활동을 마쳤다. 한국에서 활동을 끝낸 후, 김현중은 8월 말까지 한 달간 일본, 베트남, 대만, 싱가포르, 말레이시아, 태국, 필리핀을 방문하는 아시아 프로모션을 진행했다. 2011년 10월 11일에는 두 번째 미니 앨범 Lucky를 발매했는데, 타이틀곡 "Lucky Guy"로 《뮤직뱅크》에서 컴백하자마자 1위를 했다. Lucky는 가온 앨범차트에서 두 번째로 1위를 했고, 빌보드 월드 앨범 차트 5위에 올랐다. 그리고 이 앨범 역시 10만 장의 판매량을 돌파하면서 두 장의 앨범으로 200,000만 장이 넘는 누적 판매량을 기록했다.
2012년 1월 25일 김현중은 일본 데뷔 싱글 "KISS KISS/Lucky Guy"를 발매하면서 데뷔를 치렀다. 이 싱글은 첫 날에만 72,000만 장이 팔렸는데, 이는 2009년 3월 이후 일본에서 데뷔한 해외가수들의 데뷔 싱글 중 가장 높은 첫 날 판매량이였다. 이후 100,110만 장을 팔아 오리콘 위클리 싱글 차트 2위에 올랐고, 발매 첫 주 골드 인증을 받았다. 5월 16일에는 일본 콘서트 실황을 담은 DVD First Impact를 발매해 첫 주 16,000만 장을 팔아 일본 이외의 솔로 가수로는 마이클 잭슨에 이어 두 번째이며, 한국 가수로는 최초로 오리콘 주간 DVD 차트 1위를 했다. 2012년 7월 4일에는 김현중의 일본 두 번째 싱글 앨범 "HEAT"가 발매와 동시에 약 13만 8천장의 판매고를 기록하며 오리콘 데일리 차트 1위에 오르며 해외가수들 중 첫 날 가장 높은 판매량을 올린 싱글이라는 기록을 세웠다. 이후 위클리 차트 에서도 약 18만 3000장 판매고를 기록하며 위클리 차트 역시 정상에 등극했다. 2013년 6월 5일에는 세 번째 일본 싱글 "TONIGHT"을 발매해 첫 주 11만 6000장을 기록해 1위를 하면서 한국 솔로 가수로는 최초로 3개 싱글 연속 10만 장 돌파라는 기록을 세웠다.
2013년 7월 18일 김현중은 새 앨범 발매에 앞서 박재범이 피처링으로 참여한 "Unbreakable" 뮤직비디오와 음원을 공개했다. 7월 22일에는 세 번째 미니 앨범 ROUND 3를 발매했다.

## 자선 활동
2010년 김현중은 필리핀 자선 콘서트의 수익금을 필리핀 미혼모와 그 가정을 위해 쓰이도록 기부했으며, 콘서트 전에 필리핀의 AHF(Abiertas House of Friendship) 사이트를 방문해 아이들 사정을 보고는 아무도 모르게 기부금 100만 페소(한화 약 2,580만원)를 기부하였고, AHF는 이 기부금을 고등학생과 대학생을 위한 학교 건물을 지는 데 사용하고 건물 이름을 '김현중'이라 명명했다.
2011년 김현중은 2011년 도호쿠 지방 태평양 해역 지진이 일어나자 일본 소속사 디지털어드벤처측에 1억 원을 기부했다. 이후 대중과 소속사에 알리지 않고 비밀리에 일본 후쿠시마현 요쓰바보육원에 5000만원, 대한적십자사에 5000만원, 사랑의연탄나눔운동에 5000만원 총 1억 5천만 원을 기부했다. 2012년 8월에는 팬클럽이 아름다운재단의 "홀로 사는 어르신을 위한 무더위 캠페인"에 참여해 1000만원을 기부했다는 소식을 듣고 같은 캠페인에 자신도 5000만 원을 기부하면서 총 6000만 원을 기부했다. 2013년 5월에는 쓰촨성 지진 피해자들을 위해 리롄제가 설립한 자선단체 원 파운데이션 재단에 1억 원을 기부했으며 기부 자선 콘서트에도 참가했다.
또 환경 캠페인에도 자주 참여하고있는데, 2010년 판매 수익금을 유엔환경계획(UNEP) 한국위원회의 지구환경프로그램(GEP)에 전액 기부하는 키이스트의 두 번째 환경 캠페인 에코 캘린더에 참여했다. 2012년 6월 13일에는 서울에서 열린 행텐코리아 SAVE THE EARTH 리폼 클래스 환경 캠페인에 직접 참여했다.

## 음반 목록
미니 앨범
| 제목       | 음반 정보                                                               | 가온 앨범 차트 | 가온 앨범 차트 | 가온 앨범 차트 | 판매량    |
| 제목       | 음반 정보                                                               | 주간           | 월간           | 연간           | 판매량    |
| ---------- | ----------------------------------------------------------------------- | -------------- | -------------- | -------------- | --------- |
| Break Down | - 포맷: CD, 디지털 다운로드 - 발매일: 2011년 6월 7일 - 레이블: CJ E&M   | 1              | 1              | 9              | - 114,642 |
| Lucky      | - 포맷: CD, 디지털 다운로드 - 발매일: 2011년 10월 11일 - 레이블: CJ E&M | 1              | 2              | 10             | - 101,705 |
| ROUND 3    | - 포맷: CD, 디지털 다운로드 - 발매일: 2013년 7월 22일 - 레이블: CJ E&M  | 2              | 5              | 20             | - 111,776 |

싱글/ 노래
- 2011: "Marry Me"
- 2013: "나 살아있는 건"
- 2013: "Unbreakable"
- 2014: "HIS HABIT"

OST
- OST : 드라마《꽃보다 남자》 OST Luxury Edition - 내머리가 나빠서 (솔로곡)
- OST : 드라마《장난스런 키스》 OST - One More Time (솔로곡)
- OST : 드라마《결혼의 꼼수》 OST - 그대도 나와 같다면 (솔로곡)
- OST : 드라마《감격시대》 OST - 오늘이 지나면 (솔로곡)

뮤직비디오
- 2shai〈그녀... 웃었다〉
- 이루〈까만안경〉
- 김준〈준비 O.K〉
- 거미 〈남자라서〉

작사.작곡.편곡
- 완.두.콩 (작사 2009년 10월 SS501 Rebirth)
- Do You Like That (작사 2011년 10월 Lucky)
- Marry Me (작사 2011년 12월 Marry Me)
- Marry You (작사 2011년 12월 Marry Me)
- HAZE (작사,작곡,편곡 2017년 11월 HAZE)
- NEW WAY (작사,작곡,편곡 2019년 2월 NEW WAY)
- WHY (작사,작곡,편곡 2019년 2월 NEW WAY)
- LOVE SONG (작사,작곡,편곡 2019년 2월 NEW WAY)
- MISERY (작사,작곡,편곡 2019년 2월 NEW WAY)
- TAKE MY HAND (작사,작곡,편곡 2019년 2월 NEW WAY)
- 四季 (작사,작곡,편곡 2019년 2월 NEW WAY)
- ASTRAEA (작사,작곡,편곡 2019년 2월 NEW WAY)
- SO WHAT (작사,작곡,편곡 2019년 2월 NEW WAY)
- PARADISE (작사,작곡,편곡 2019년 2월 NEW WAY)
- WAIT FOR ME (작사,작곡,편곡 2019년 2월 NEW WAY)
- 포장마차에서 (작사,작곡,편곡 2019년 8월 SALT)
- 널 지워간다 (작사,작곡,편곡 2019년 8월 SALT)
- Bark Matic (작사,작곡,편곡 2019년 8월 SALT)
- What Are We Fighting For (작사,작곡,편곡 2020년 10월 A Bell of Blessing)
- 물구나무 (작사,작곡,편곡 2020년 10월 A Bell of Blessing)
- I'm a Million (작사,작곡,편곡 2020년 10월 A Bell of Blessing)
- Green Light (작사,작곡,편곡 2020년 10월 A Bell of Blessing)
- Pure Love (작사,작곡,편곡 2020년 10월 A Bell of Blessing)
- Oasis (작사,작곡,편곡 2020년 10월 A Bell of Blessing)
- 변심 (작사,작곡,편곡 2020년 10월 A Bell of Blessing)
- 이별 (작사,작곡,편곡 2020년 10월 A Bell of Blessing)
- THIS IS LOVE (작사,작곡,편곡 2020년 10월 A Bell of Blessing)
- A Bell of Blessing (작사,작곡,편곡 2020년 10월 A Bell of Blessing)
- You are a Miracle (작사,작곡,편곡 2020년 10월 A Bell of Blessing)

## 출연 작품

### 드라마
| 연도      | 방송사 | 제목                       | 역할                 | 비고     |
| --------- | ------ | -------------------------- | -------------------- | -------- |
| 2005      | MBC    | 《논스톱 5》               | 김현중               | 카메오   |
| 2005~2006 | KBS2   | 《사랑도 리필이 되나요?》  | 윌리엄 HJ리          |          |
| 2009      | KBS2   | 《꽃보다 남자》            | 윤지후               |          |
| 2010      | MBC    | 《장난스런 KISS》          | 백승조               |          |
| 2011      | KBS2   | 《드림하이》               | 기린예고 출신 톱스타 | 특별출연 |
| 2014      | KBS2   | 《감격시대 : 투신의 탄생》 | 신정태               |          |
| 2018      | KBS W  | 《시간이 멈추는 그때》     | 문준우               | [ 37 ]   |

### 영화
| 연도 | 제목            | 역할 | 비고 |
| ---- | --------------- | ---- | ---- |
| 2006 | 《파이 스토리》 | 맥스 | 더빙 |

### CF
- 롯데면세점
- 핫썬치킨
- 한국코카콜라 DK사이다

## 수상 경력
- 2014년 - 야후! 아시아 버즈 어워드 '최다 검색 한국 남자 연예인상'
- 2013년 - 야후! 아시아 버즈 어워드 '올해의 인기 검색 한국 아티스트상'
- 2013년 - 日'한류 10주년 대상'남성 솔로 그랑프리 수상
- 2013년 - 제5회 오키나와 국제영화제 남우주연상 수상
- 2013년 - 크리에이터즈 팩토리 시상식 (럭키가이 Lucky Guy)
- 2012년 - 야후! 아시아 버즈 어워드 '10년 인기 대상'
- 2012년 - 야후! 아시아 버즈 어워드 '아시아 최고 영향력을 지닌 아티스트상'
- 2012년 - 야후! 아시아 버즈 어워드 '홍콩에서 최고 영향력을 지닌 아티스트상'
- 2012년 - 야후! 아시아 버즈 어워드 '대만에서 최고 영향력을 지닌 아티스트상'
- 2012년 - 중국 모바일 음악 시상식(MIGUHUI AWARDS)에서 최고 인기 해외 가수상 (연간모바일 통계로 선정하는 중국최대음악상)
- 2012년 - 올케이팝 어워드 남자 솔로 아티스트상
- 2011년 - 야후! 아시아 버즈 어워드 '대만 네티즌 선정' 선정 최고 아티스트상
- 2011년 - 야후! 아시아 버즈 어워드 '홍콩 네티즌 선정' 선정 최고 아티스트상
- 2011년 - 야후! 아시아 버즈 어워드 '아시아 최다 검색 인기 대상'
- 2011년 - 야후! 아시아 버즈 어워드'K-POP 버즈 싱글 아티스트상'
- 2011년 - 엠넷 아시안 뮤직 어워드 올해의 남자가수상
- 2011년 - 스타일 아이콘 어워즈 기아 소울 피플스초이스
- 2011년 - '2011 MTN 방송 광고 페스티벌' 그랑프리 남자 CF 모델상
- 2010년 - MBC 연기대상 인기상 (장난스런 키스)
- 2010년 - 야후! 아시아 버즈 어워드 the best searched 상
- 2010년 - 스타일 아이콘 어워즈 시청자선정 최고인기아이콘상
- 2010년 - Mnet 20's Choice 워너비스타, 가장 영향력있는 스타
- 2009년 - 야후! 아시아 버즈 어워드 국내/대만 네티즌 선정 최고 남자스타상
- 2009년 - 야후! 아시아 버즈 어워드 아시아 최고 남자스타상
- 2009년 - 제2회 코리아 주니어 스타 어워즈 TV드라마부문 신인상 (꽃보다 남자)
- 2009년 - 스타일 아이콘 어워즈 시청자선정 최고인기아이콘상
- 2009년 - 서울 드라마 어워즈 2009 남자부문 인기상 (꽃보다 남자)
- 2009년 - 백상예술대상 TV부문 남자 인기상 (꽃보다 남자)
- 2008년 - MBC 방송연예대상 시청자가 뽑은 베스트커플상 (with 황보)
- 2008년 - MBC 방송연예대상 특별상
- 2008년 - MBC 방송연예대상 베스트 브랜드상

### 가요 프로그램 1위
| 연도            | 수상 내역 (총 5회) |
| --------------- | --- |
| 2011년 (총 5회) | - Break Down (총 4회) - 6월 16일 M.net 《엠카운트다운》 1위 - 6월 17일 KBS 《뮤직뱅크》 K-Chart 1위 - 6월 23일 M.net 《엠카운트다운》 1위 - 6월 24일 KBS 《뮤직뱅크》 K-Chart 1위 - Lucky Guy (총 1회) - 10월 21일 KBS 《뮤직뱅크》 K-Chart 1위 |